# Poporul sovietic
Poporul sovietic (în rusă сове́тский наро́д - soviéțki naród), sau cetățeni ai Uniunii Sovietice (rusă гра́ждане СССР - grájdane SSSR), a fost un demonim hiponimic pentru populația Uniunii Sovietice.
Comunitate cetățenilor sovietici era definită în Marea Enciclopedie Sovietică ca  „o comunitate istorică, socială și internațională de oameni care au un teritoriu comun, o economie comună, o cultură socialistă în conținut, o uniune statală] și un scop comun - construirea comunismului; a apărut ... ca urmare a transformărilor socialiste și a convergenței claselor și straturilor muncitoare, a tuturor națiunilor și naționalităților".

## Politica privind naționalitatea în Uniunea Sovietică
Pe parcursul istoriei Uniunii Sovietice, au fost aplicate în diferite momente diferite doctrine și practici privind distincțiile etnice în cadrul populației sovietice. Culturile naționale minoritare nu au fost niciodată complet abolite. În schimb, definiția sovietică a culturilor naționale cerea ca acestea să fie „socialiste prin conținut și naționale prin formă”, o abordare care a fost folosită pentru a promova obiectivele și valorile oficiale ale statului. Scopul a fost întotdeauna acela de a cimenta naționalitățile într-o structură statală comună. 
În anii 1920 și la începutul anilor 1930, politica de delimitare națională a fost folosită pentru a delimita zone separate de cultură națională, iar politica de  indigenizare (korenizația) a fost folosită pentru a promova federalismul și pentru a consolida limbile și culturile non-rusești. Cu toate acestea, până la sfârșitul anilor 1930, politica a fost schimbată în favoarea unei promovări mai active a limba rusă și, mai târziu, a unei rusificări mai evidente, care s-a accelerat în anii 1950, în special în domeniul educației. Deși a avut loc o oarecare asimilare, aceasta nu a reușit în general. 
În 1961, vorbind la Congresul al XXII al PCUS, Nikita Sergheevici Hrușciov, într-un raport despre noul program al PCUS, a proclamat:
„În URSS s-a format o nouă comunitate istorică de oameni de naționalități diferite, având în comun trăsăturile lor caracteristice - poporul sovietic. Ei au o patrie socialistă comună – URSS, o bază economică comună – economia socialist, o structură comună a claselor sociale, o viziune comună asupra lumii – marxism-leninismul, un scop comun - construirea comunismului, multe trăsături comune în spiritualitate, în psihologie.”— N. S. Hrușciov
.
Dezvoltarea continuă a numeroaselor culturi naționale din Uniunea Sovietică a dus la redactarea Noului Tratat al Uniunii în 1991 și la [[Istoria Uniunii Sovietice (1985-1991) |dizolvarea ulterioară a Uniunii Sovietice] 

## Evaluările cercetătorilor
Evaluările privind succesul creării noii comunități sunt divergente. Pe de o parte, etnologul V. A. Tișkov și alți istorici consideră că "cu toate deformările socio-politice, poporul sovietic a reprezentat o națiune civilă". Filozoful și sociologul B. A. Grușin a remarcat că sociologia din URSS „a înregistrat un tip istoric unic de societate, care a intrat deja în uitare”. În același timp, potrivit sociologului T. N. Zaslavskaia, aceasta „nu a rezolvat sarcina principală asociată cu identificarea tipologică a societății sovietice”.
Într-un interviu acordat Euronews în 2011, președintele rus Dmitri Medvedev a reamintit utilizarea termenului de „popor sovietic” ca „comunitate unică” în Uniunea Sovietică, dar a adăugat că „aceste construcții au fost în mare parte teoretice”.
Cercetătorii ruși au acordat, de asemenea, atenție subiectului formării și funcționării conștiinței poporului sovietic.

## Rusia post-sovietică

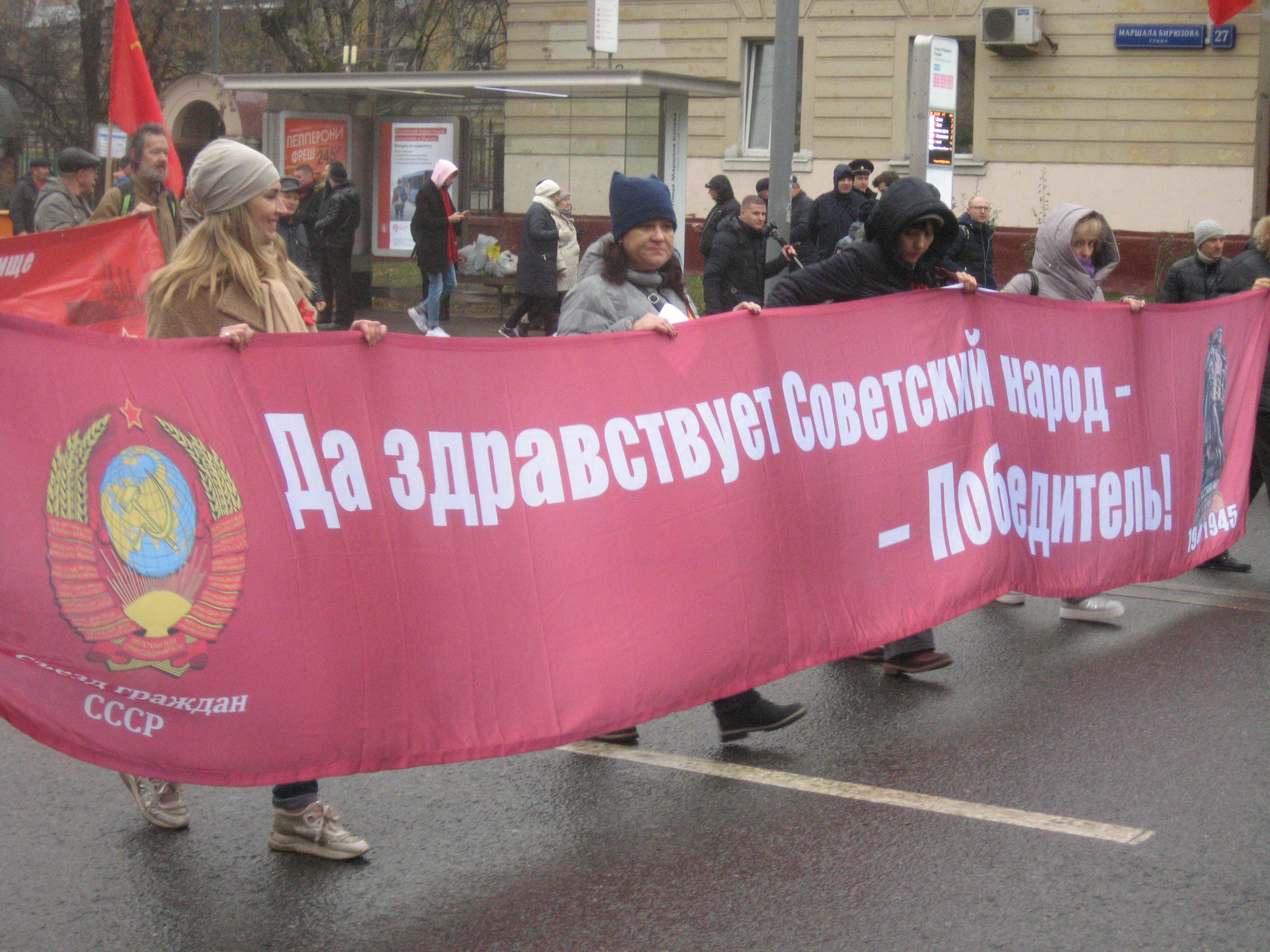
Particpanții la Congresul Cetățenilor Sovietici demonstrează în timpul „Marșului Rusiei” în 2019 la Moscova

La sfârșitul anilor 1980, când tendințele separatiste s-au intensificat sub influența Perestroikăi, bazele comunității au fost zdruncinate. Procentul celor care s-au asociat cu poporul sovietic a scăzut încet la început și uneori chiar a crescut: conform datelor lui E. N. Danilova, în perioada 1992-1998, în Federația Rusă de la 39% dintre respondenți (în 1993) la 54% (în 1997) și-au exprimat sentimentul de apropiere față de poporul sovietic.
Pe de altă parte, procesul de îndepărtarea de ideea „poporului sovietic” s-a accelerat Federația Rusă în anii următori. Un studiu realizat de Institutul de Sociologie al Academiei Ruse de Științe  în 2007 a arătat că doar 15% dintre ruși se mai identificau cu poporul sovietic, în timp ce numărul celor care nu s-au asociat „niciodată” cu poporul sovietic a crescut între 1992 și 2007 de la 18% la 43%..
Conform rezultatelor recensământul populației din Federația Rusă din 2010, aproximativ 27.000 de persoane s-au identificat ca fiind „sovietice”.
Spre deosebire de politica de identitate națională sovietică, care declara poporul sovietic drept o comunitate internațională și supranațională, Constituția rusă postsovietică vorbește despre un „popor multinațional al Federației Ruse”.
Încă de la început, ideea de națiune rusă ca o comunitate a tuturor cetățenilor ruși a întâmpinat opoziție.
În decembrie 2010, președintele rus Dmitri Medvedev a subliniat lipsa unei idei unificatoare a întregii Rusii ca fiind o problemă în timpul unei discuții în cadrul Consiliului de Stat și a propus „patriotismul întregii Rusii” ca înlocuitor al ideii de „popor sovietic”.

## Vedeți și:
- Demografia Uniunii Sovietice
- Homo sovieticus
- Om nou sovietic
- Cosmopolit fără țară
- Rusificare
- Iugoslavi

## Resurse internet
- The Soviet People—A New Historical Community, o lucrare sovietică din 1974 care expune conceptul „poporul sovietic”.
- Present-Day Ethnic Processes in the USSR, o lucrare sovietică din 1982.